# QT Возничего
QT Возничего (лат. QT Aurigae) — двойная затменная переменная звезда типа Алголя (EA) в созвездии Возничего на расстоянии (вычисленном из значения параллакса) приблизительно 10786 световых лет (около 3307 парсеков) от Солнца. Видимая звёздная величина звезды — от +15m до +13,3m. Орбитальный период — около 1,0895 суток.

## Характеристики
Первый компонент — белая звезда спектрального класса A. Радиус — около 2,13 солнечных, светимость — около 15,53 солнечной. Эффективная температура — около 7844 К.